# Huelga de mujeres
Una huelga de mujeres (también conocida como huelga feminista o paro de mujeres) es la suspensión organizada del trabajo de las mujeres con el objetivo de llamar la atención sobre las condiciones de trabajo de las mujeres, no solo en lo relacionado con el trabajo remunerado, sino también el trabajo doméstico y los cuidados. Se trata, por tanto, de una huelga laboral, pero dirigida solo a las mujeres. No debe confundirse con una huelga de sexo.

## Contexto

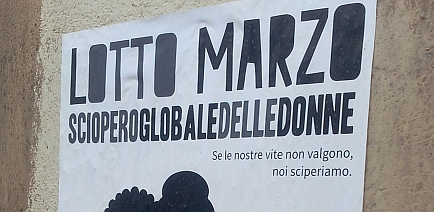
El cartel de una manifestación del 8 de marzo de 2017 en Turín (Italia).

Las mujeres y las niñas asumen casi dos tercios del trabajo en el hogar.[cita requerida] Este trabajo incluye trabajo físico como lavar los platos y la ropa sucia, pasar la aspiradora, etc. pero también trabajo emocional como enviar tarjetas de cumpleaños, organizar vacaciones familiares, prepararse para las vacaciones, etc. Gran parte de este trabajo en el hogar, aunque a veces se le denomina "doble jornada", no se paga.

## Cronología histórica
El 24 de octubre de 1975 en Islandia el 90 por ciento de las mujeres del país abandonaron sus trabajos 24 horas en protesta por la desigualdad salarial. La idea de la huelga fue del movimiento de liberación de las mujeres Redstockings (medias rojas) de Islandia, un movimiento radical feminista fundado en 1970 en este país en la línea del que se creó en Estados Unidos en 1969. La huelga fue rebautizada como «El día libre de las mujeres». «El 24 de octubre a las 14:30 (simbólico momento: transcurrido el 65% de la jornada laboral, porque el salario de las mujeres era el 65% del de los hombres), 25.000 mujeres abandonaron sus trabajos y tomaron el centro de Reykiavik. La marcha se repetirá con gran éxito en las mismas fechas de 1985, 2005 y 2010 (en este último año: entre 50.000 y 60.000 participantes, convocadas por múltiples asociaciones y personalidades, como la primera ministra, la expresidenta o el alcalde de Reykiavik)» explica la matemática y activista feminista María Pazos en su texto «Historia de las conquistas de las mujeres islandesas».
El 8 de marzo de 2000 la Campaña Internacional por un Salario para el Trabajo en el Hogar convocó la Huelga Global de las Mujeres. La campaña fue impulsada por Selma James en 1972, para reivindicar el reconocimiento y el pago de todo el trabajo de cuidado y el retorno del gasto militar a la comunidad a través de una política de "Invertir en cuidar, no matar". A esta primera convocatoria de la Huelga Global de Mujeres se suman organizaciones de diversos países. La huelga está coordinada en EE. UU. e Inglaterra por la International Wages for Housework Campaign en Irlanda por la International Women Count Network. En España la huelga se coordina desde Barcelona a través de la organización Mujeres por un Salario para el Trabajo sin Sueldo. ' Organizaciones de numerosos países (incluyendo  España,  Estados Unidos, Guyana, Haití, India, Italia, Irlanda, Perú, Reino Unido) participaron activamente especialmente en 2000 y 2001 en esta campaña en un esfuerzo por otorgar a las mujeres justicia por su contribución no reconocida en la fuerza de trabajo. 
En octubre de 2000 en Argentina se lanzó la propuesta de la Huelga Mundial de Mujeres durante el Encuentro nacional de mujeres de Paraná en el que participaron alrededor de 10.000 mujeres. Asumió la coordinación de la huelga mundial del 8 de marzo de 2001, en este país, el Sindicato de Amas de Casa de Santa Fé.
El 8 de marzo de 2001 se convocó la segunda Huelga Mundial de las Mujeres, jornada en la que numerosos grupos de mujeres y feministas convocaron acciones en apoyo a la huelga en diversos países: Austria, Bolivia, Brasil, Chad, Colombia, Costa Rica, Congo, El Salvador, Eslovenia, España, Estados Unidos, Francia, Gran Bretaña, Grecia, Guayana, Guatemala, Haití, Honduras,  Hungría, Irlanda, Italia, Kenia, México, Noruega, Paraguay, Perú, República Checa, Senegal, Suecia, Tanzania, Uganda, Uruguay, Yemén o Yugoslavia.
El 3 de octubre de 2016, mujeres en Polonia organizaron una marcha en protesta por la posible ilegalización del aborto y algunos colectivos hicieron un llamamiento a la huelga general. A través de las redes sociales se pidió a las mujeres "ausentarse del trabajo, alegar enfermedad o cualquier otro pretexto" para sumarse a las marchas. La jornada fue denominada "Lunes Negro". Miles de mujeres marcharon vestidas de negro y varias empresas polacas dieron el día libre a sus empleadas en solidaridad con la protesta.
El 19 de octubre de 2016 el movimiento contra la violencia hacia las mujeres Ni una menos convoca en Argentina un Paro nacional «en repudio a los femicidios y contra la violencia machista y patriarcal»; obtuvo la adhesión de otros países como México, Chile, Bolivia, Honduras, Francia y España. El paro de las mujeres en Argentina, convocado de las 13:00 a las 14:00 horas fue seguido por varios grupos de mujeres en todo el país. Por la tarde en Buenos Aires se celebró una masiva concentración.
El 20 de enero de 2017 se convoca en Estados Unidos la Marcha de las Mujeres que culmina con la propuesta de convocar un movimiento internacional de huelga de las mujeres el 8 de marzo. Lo lidera la plataforma Paro Internacional de Mujeres (International Women’s Strike) que lanza la convocatoria internacional para el 8 de marzo lo que denominaron "la primera huelga mundial de mujeres".  «Es el inicio del movimiento de nuevo mundo de las mujeres, no se limita a oponerse a Trump y sus políticas misóginas, sino que se extenderá a la lucha contra las circunstancias que dieron como resultado el aumento de la autoridad de Trump, que está previsto por décadas de desigualdad económica, la violencia racial y sexual y las guerras del imperialismo extranjero» señala el movimiento reivindicando el fin de la violencia de género, justicia reproductiva completa para todas las mujeres independientemente de sus elecciones sexuales, derecho de las mujeres a disfrutar de todos los derechos laborales, una reestructuración exhaustiva del sistema de bienestar social estadounidense para satisfacer las necesidades de la mayoría (como la atención integral de la salud. beneficios de desempleo, beneficios de la seguridad social y educación gratuita para todos), la lucha contra el racismo, la supremacía blanca y el colonialismo y justicia ambiental.
En enero de 2018 se realiza en Estados Unidos una nueva edición de la Marcha de las Mujeres y la plataforma Paro Internacional de Mujeres convoca de nuevo la Huelga Mundial de Mujeres invitando a las mujeres de diferentes países de Europa y América a secundar un nuevo paro internacional de mujeres 2018.

## Huelgas de mujeres por países

### España

#### Años 2000-2001
Organizaciones españolas se sumaron ya en el año 2000 a la primera Huelga Mundial de las Mujeres coordinada desde Barcelona por Mujeres por un Salario para el Trabajo sin Sueldo. Desde Zaragoza destaca el impulso del colectivo La Ruda.
A las demandas internacionales de la huelga se suma en España la reivindicación del aumento en los subsidios dedicados a las mujeres y familiares y la exigencia al gobierno de cumplir con la ley de medir y valorar el trabajo no remunerado de las mujeres para publicarlo e incluirlo en las cuentas nacionales.
Las organizaciones realizaron un llamamiento a los sindicatos para secundar la huelga mundial de las Mujeres con dos horas de paro. La CGT apoyó la convocatoria.

#### 8 de marzo de 2017
Siguiendo el llamamiento internacional de la plataforma Paro Internacional de Mujeres, decenas de asociaciones y colectivos convocaron para el 8 de marzo un paro de mujeres señalando que más que de una huelga convencional, se trata de un día de movilización que busca usar distintas formas de protesta para clamar contra la violencia de género, la brecha salarial, el acoso, la discriminación laboral y, en general, contra el machismo en todas sus formas. De manera específica se hizo un llamamiento a las mujeres a realizar un paro en tareas de cuidados y también en el empleo productivo, acompañados de una huelga de consumo, manifestaciones, vigilias y concentraciones.
Legalmente a nivel estatal sólo el sindicato Confederación Intersindical convocó oficialmente ante la Administración paros parciales para el 8 de marzo. También a nivel autonómico la CGT en Andalucía presentó formalmente la convocatoria respaldando así jurídicamente el derecho al paro laboral. Los sindicatos CCOO y UGT secundaron las protestas y los paros pero no las convocaron.

#### 8 de marzo de 2018
La plataforma Paro Internacional de Mujeres anima a convocar una segunda huelga internacional de mujeres, convocatoria que asumen los colectivos feministas el 8 de marzo.
Varios sindicatos convocaron formalmente la huelga, por lo que dan cobertura legal a poderla realizar en todos los centros de trabajo:CNT, CGT, CIG, CoBas y otros sindicatos no mayoritarios convocaron huelga general de 24 horas. Por otro lado, UGT y CCOO convocaron paros parciales de 2 horas por la mañana y dos horas por la tarde y USO dos horas por la mañana.
Más de 5000 mujeres periodistas de España firman el manifiesto "Las periodistas paramos" e inician una campaña respaldando la huelga del 8 de marzo.